# Lin Po Heung
Lin Po Heung (en chinois : 連寶香 ; jyutping : lin4 bou2 hoeng1 ; née le 2 mai 1985 à Baise) est une escrimeuse de Hong Kong qui pratique le fleuret.
Elle participe aux Jeux olympiques de 2012 à Londres en étant éliminée dès le premier tour. Elle se qualifie pour ceux de Rio en 2016.
Elle est médaillée de bronze par équipes lors des Jeux asiatiques de 2010 à Canton.